# Guillaume-René Meignan
Guillaume-René Meignan (Denazé, 12 aprile 1817 – Tours, 20 gennaio 1896) è stato un cardinale e arcivescovo cattolico francese.

## Biografia
Nacque il 12 aprile 1817 a Denazé.
Papa Leone XIII lo elevò al rango di cardinale nel concistoro del 16 gennaio 1893.
Morì il 20 gennaio 1896 a Tours, all'età di settantotto anni.

## Genealogia episcopale e successione apostolica
La genealogia episcopale è:
- Cardinale Scipione Rebiba
- Cardinale Giulio Antonio Santori
- Cardinale Girolamo Bernerio, O.P.
- Arcivescovo Galeazzo Sanvitale
- Cardinale Ludovico Ludovisi
- Cardinale Luigi Caetani
- Cardinale Ulderico Carpegna
- Cardinale Paluzzo Paluzzi Altieri degli Albertoni
- Papa Benedetto XIII
- Papa Benedetto XIV
- Papa Clemente XIII
- Cardinale Giovanni Francesco Albani
- Cardinale Carlo Rezzonico
- Cardinale Antonio Dugnani
- Arcivescovo Jean-Charles de Coucy
- Cardinale Gustave-Maximilien-Juste de Croÿ-Solre
- Vescovo Charles-Auguste-Marie-Joseph Forbin-Janson
- Cardinale François-Nicholas-Madeleine Morlot
- Arcivescovo Henri Louis Charles Maret
- Cardinale Guillaume-René Meignan

La successione apostolica è:
- Cardinale Guillaume-Marie-Joseph Labouré (1885)
- Vescovo André-Hubert Juteau (1889)
- Vescovo Alfred-Casimir-Alexis Williez (1892)
- Cardinale François-Désiré Mathieu (1893)
- Arcivescovo René-François Renou (1893)
- Arcivescovo Louis-François Sueur (1894)